# Литвинов Федір Олександрович
Федір Олександрович Литви́нов (нар. 17 лютого 1912, Алчевськ — пом. 11 вересня 1989, Сімферополь) — український радянський графік; член Спілки радянських художників України з 1962 року.

## Біографія
Народився 4 [17] лютого 1912 у місті Алчевську (тепер Луганська область, Україна). У 1930—1931 роках навчався у Київському художньому інституті (викладач Михайло Бернштейн). З 1933 року працював художником у Палаці культури Алчевська. Брав участь у німецько-радянській війні. Нагороджений орденом Вітчизняної війни ІІ ступеня (6 квітня 1985).
У 1944—1948 роках працював у Сімферополі у редакції газети «Красный Крым», у 1949—1952 роках — у «Кримвидаві», у 1952—1972 роках — у майстернях Художнього фонду. Жив у Сімферополі в будинку на вулиці Леніна, № 19, квартира № 15. Помер у Сімферополі 11 вересня 1989 року.

## Творчість
Працював у галузі книжкової і станкової графіки, плаката, монументального мистецтва. Серед робіт:
- малюнки у газетах, листівки (1939—1948);
- ілюстрації до книг:
  - «В крымском подполье: Воспоминания» Івана Козлова (Москва, 1947);
  - «Кавказькі записки» Віталія Закруткіна (1950);
  - «Избранные произведения» Аркадія Первенцева (1950);
- плакати:
  - «В ім'я миру і процвітання Батьківщини» (1949);
  - «Роботящим рукам, роботящим умам…» (1961);
- станкова графіка:
  - «Ніч на шахті № 10» (1957, соус);
  - «Вечірній мотив» (1960, літографія);
  - «У порту» (1960, літографія);
  - «І буде день, і буде воля» (1961, літографія);
  - «Чорна хмара з-за лиману» (1964, літографія);
  - «Малахів курган» (1964);
  - «На Херсонесі» (1967);
  - «Санаторій „Схід“» (1969, ліногравюра);
- серія ліногравюр «Морська фортеця» (1961);
- монументальна стела «Ніхто не забутий» (1965, метал, скло; Сімферопольськ техучилище № 4).

Брав участь у міських, обласних, всеукраїнських художніх виставках з 1946 року.